# Paracorus mirei
Paracorus mirei là một loài bọ cánh cứng trong họ Cerambycidae.